# Ticasuk Brown
Ticasuk Brown (1904–1982) era una educadora Iñupiaq, poeta y escritora. Recibió una Comisión Presidencial y fue la primera Nativa Americana en tener una escuela que lleva su nombre en Fairbanks, Alaska. En 2009, fue colocada en Salón de la Fama de las mujeres de Alaska.

## Primeros años de vida y trabajo
Emily Ticasuk Ivanoff Brown nació en 1904 en Unalakleet, Alaska. Su nombre, Ticasuk, significa "donde los cuatro vientos reúnen sus tesoros de todas las partes del mundo...El más grande que es el conocimiento ." Su abuelo era ruso, y se llamaba Sergei Ivanoff, y su abuela era Yupik, de nombre Chikuk. Los padres de Brown eran Stephen Ivanoff y Malquay. Asistió a la escuela elemental en Shaktoolik, Alaska, un pueblo cofundado por su padre. Después del instituto se convirtió en profesora certificada en Oregón. Empezó a enseñar en Kotzebue, Alaska. Se trasladó  a Washington para estudiar enfermería y allí se casó.
La pareja se trasladó de nuevo a Alaska donde Brown empezó a enseñar, pero su marido murió dos años después de haberse casado. Regresó a la universidad en 1959, obteniendo dos Licenciaturas de Artes en la Universidad de Alaska en Fairbanks. Obtuvo su maestría en 1974 con una tesis titulada Abuelo de Unalakleet. Su tesis fue reeditada como Las Raíces de Ticasuk: Historia Familiar de una mujer esquimal, en 1981. Brown creó unplan de estudios alrededor de la lengua Inupiaq.

## Vida y legado

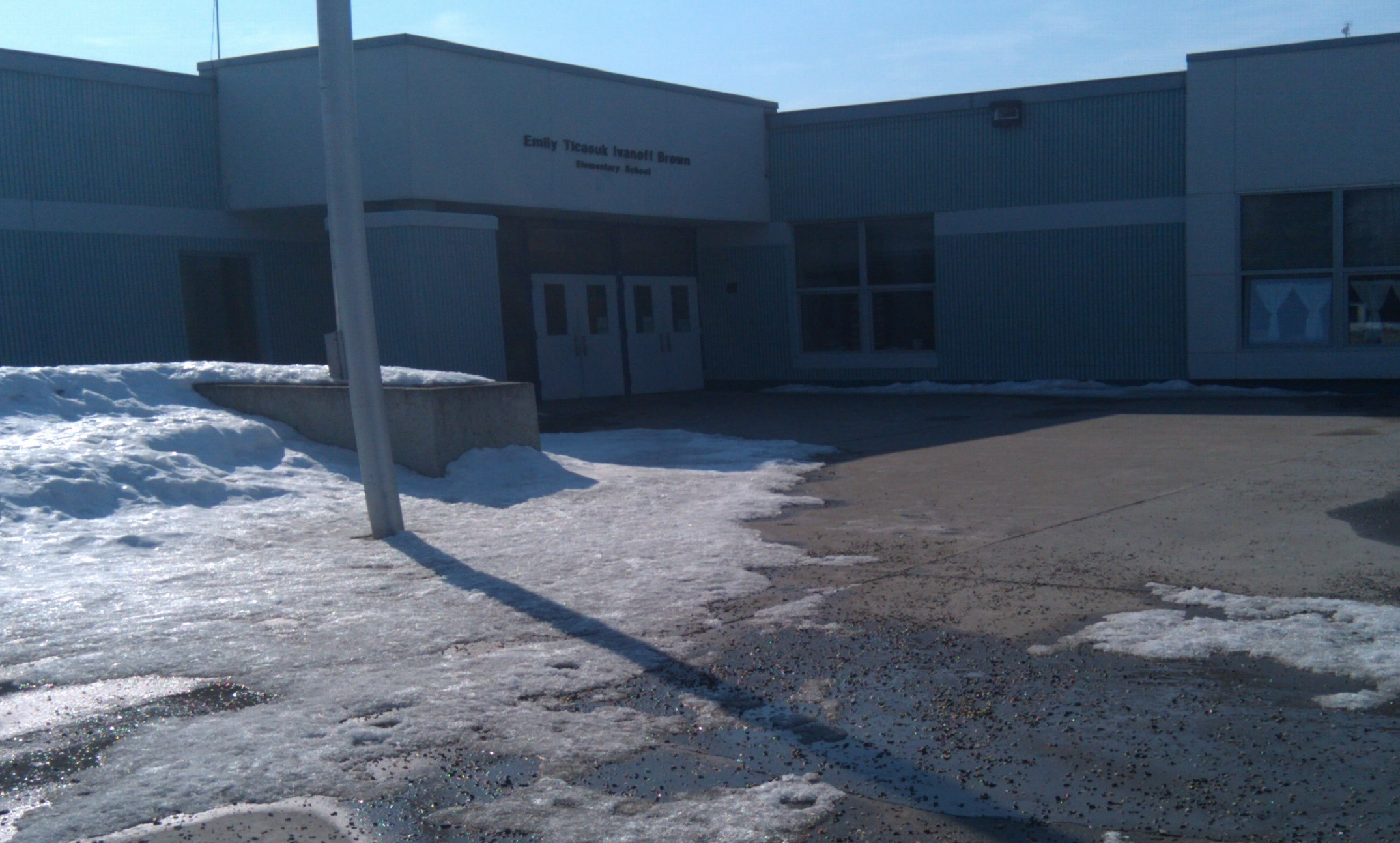
Ticasuk Brown Escuela Elemental en Fairbanks, Alaska

Recibió una Comisión Presidencial por Richard Nixon. Trabajó en la Universidad de Alaska Fairbanks, donde participó en la elaboración de una enciclopedia de lengua Iñupiaq hasta su muerte en 1982 en Fairbanks, Alaska. Justo antes de su muerte iba a recibir un doctorado honoris causa de la Universidad de Alaska Fairbanks.
El centro de aprendizaje en la Universidad Comunitaria del Noroeste en Nome, Alaska está dedicado a ella. Hay un premio Emily Ivanoff Ticasuk Brown pro Derechos humanos que lleva su nombre y que es otorgado por la Asociación de Educación Nacional de Alaska. Ticasuk Brown la escuela Elemental fue la primera escuela en Fairbanks, Alaska en llevar el nombre de una persona nativa americana . La escuela se abrió en septiembre de 1987. Su nombre fue escogido entre 43 presentaciones en la búsqueda de un nombre para la escuela. La colocaron en la sala de las Mujeres de Alaska de Fama en 2009.

## Otras lecturas
- Cóndor, Jacques. Los niños de Raven: Croquis de Palabra de la Tierra y Pueblos Árticos Nativos de Alaska. Bloomington: iUniverse (2003). ISBN 146209497X
- Brown, Emily yo. Las Raíces de Ticasuk: Historia familiar de una mujer esquimal. Libros de Noroeste de la Alaska (1981). ISBN 0882401173